# 裴近
裴近（？年—？年），字方遠，江西廣信府贵溪县人，民籍。明朝政治人物。

## 生平
正德十四年（1519年）己卯科應天府鄉試舉人，嘉靖五年（1526年）中丙戌科第二甲第二十四名進士，官主事。

## 家族
族祖裴德澤，永樂十三年乙未進士，官御史。裴近從侄裴伸，字德充，嘉靖四年乙酉舉人。